# イステル・カオス
イステル・カオス（英: Ister Chaos）は、火星のルナエ沼四辺形に位置する地域の地名。
長さ約103.4km、名前はアルベド地形の古典的な名称に由来する。